# Daynellis Montejo
Daynellis Montejo (8 novembre 1984) è una taekwondoka cubana.

## Palmarès

### Olimpiadi
- 1 medaglia:
  - 1 bronzo (Pechino 2008 nei 49 kg)

### Mondiali
- 1 medaglia:
  - 1 bronzo (Madrid 2005 nei pesi mosca)